# Paulo Garcés
Paulo Andrés Garcés Contreras (Parral, 1984. augusztus 2. –) chilei labdarúgó, a Deportes Angofagasta kapusa.